# Équation d'Avrami

Transformation de phase par croissance autour de germes apparus aléatoirement dans la phase-mère

L'équation d'Avrami (ou modèle d'Avrami) décrit les transformations de phase (ou changements d'état) dans les solides, à température constante. Elle s'applique plus particulièrement à la description de la cinétique de la cristallisation, ainsi qu'à d'autres changements de phase ou des réactions chimiques. Elle peut également être appliquée à l'analyse d'écosystèmes.
Cette équation est aussi connue sous le nom d'équation de Johnson-Mehl (en)-Avrami-Kolmogorov, ou équation JMAK. L'équation a été obtenue en premier lieu par Kolmogorov en 1937, puis popularisée par Melvin Avrami (en) dans une série d'articles publiés dans le Journal of Chemical Physics de 1939 à 1941,,.

## Cinétique de la transformation

Graphe typique d'une transformation isotherme (haut). La transformation peut être décrite plus simplement à l'aide de l'équation d'Avrami en représentant ln(ln(1/(1-Y))) en fonction de ln(t), ce qui forme une droite.

Les taux de transformations suivent souvent au cours du temps des courbes de forme sigmoïdales (en "S") avec des vitesses d'évolution faibles en début et fin de transformation, mais passent par un maximum dans une période intermédiaire.
La faible valeur des vitesses du début de la transformation peut être attribuée au temps nécessaire pour qu'un nombre significatif de germes apparaissent avant que la croissance ne commence réellement. L'étape intermédiaire est stationnaire et rapide lorsque la croissance aux dépens de la phase mère se développe par rapport à la germination.
Lorsque la transformation s'approche de l'état final, la quantité de matière non-transformée est faible et la production de nouveaux germes ralentit, les particules existantes commencent à se toucher et forment une frontière où la croissance s'arrête.

## Hypothèses et démonstration
La démonstration la plus simple de l'équation d'Avrami repose sur un certain nombre d'hypothèses simplificatrices :
- La germination (nucléation) apparaît aléatoirement et uniformément dans la partie non-transformée du matériau.
- La vitesse de croissance ne dépend pas du taux de transformation.
- La croissance est identique dans toutes les directions.

Lorsque ces conditions sont remplies, la transformation de {\displaystyle \alpha } en {\displaystyle \beta } se produit par apparition de germes à une vitesse {\displaystyle {\dot {N}}={\frac {dN}{dt}}} par unité de volume. Leur rayons croissent à la vitesse  {\displaystyle {\dot {G}}\ ={\frac {dG}{dt}}\,\!}. En réalité, la croissance s'arrête lorsque les particules se recouvrent mutuellement ; en d'autres termes, la germination et la croissance ne peuvent se produire que dans la phase non transformée ({\displaystyle \alpha }) du matériau. Le problème ne peut être résolu simplement qu'en utilisant le concept de Volume étendu, c'est-à-dire le volume que formerait la nouvelle phase ({\displaystyle \beta \,\!}) si l'ensemble de l'échantillon restait non transformé.
On va donc chercher à estimer le volume étendu transformé à l'instant {\displaystyle t}. Ce volume est le résultat de (i) la germination qui a eu lieu à l'instant {\displaystyle \tau } et, (ii) de la croissance de ces germes pendant une durée {\displaystyle t-\tau } pour tous les temps {\displaystyle \tau } tels que {\displaystyle 0<\tau <t}.
Le nombre {\displaystyle dN} de germes qui apparaissent dans l'intervalle de temps  {\displaystyle \lbrack \tau ,\tau +d\tau \rbrack }  est donné par :
{\displaystyle dN=V{\dot {N}}d\tau }
Puisque la croissance est isotrope, constante et n'est pas affectée par la matière déjà transformée, chaque germe grandit comme une sphère de rayon {\displaystyle {\dot {G}}(t-\tau )} et le volume étendu de {\displaystyle \beta } résultant de la germination et de la croissance des germes apparus dans cet intervalle de temps sera :
{\displaystyle dV_{\beta }^{e}={\frac {4\pi }{3}}{\dot {G}}^{3}(t-\tau )^{3}V{\dot {N}}d\tau }
L'intégration de cette équation entre {\displaystyle \tau =0} et {\displaystyle \tau =t} permet d'obtenir le volume étendu total apparu à l'instant {\displaystyle t} :
{\displaystyle V_{\beta }^{e}={\frac {\pi }{3}}V{\dot {N}}{\dot {G}}^{3}t^{4}}
Seule une partie de ce volume est réel ; une partie recouvre le matériau précédemment transformé et est virtuelle. Comme la germination apparaît aléatoirement la fraction du volume étendu qui se forme réellement pendant un accroissement de temps sera proportionnelle à la fraction volumique de phase {\displaystyle \alpha } non transformée. Par conséquent :
{\displaystyle dV_{\beta }=dV_{\beta }^{e}(1-V_{\beta }/V)}
Soit, après réarrangement :
{\displaystyle {\frac {1}{1-V_{\beta }/V}}dV_{\beta }=dV_{\beta }^{e}\,}
puis, par intégration sur le volume :
{\displaystyle \ln(1-Y)=-V_{\beta }^{e}/V\,\!}
où {\displaystyle Y} est la fraction volumique de {\displaystyle \beta } ({\displaystyle V_{\beta }/V}).
D'après les égalités précédentes, ceci peut se réduire à la forme plus familière de l'équation d'Avrami (JMAK), qui donne le taux de matière transformée au cours du temps à une température donnée :
{\displaystyle Y=1-\exp(-Kt^{n})\,\!}  où :  {\displaystyle K=\pi {\dot {N}}{\dot {G}}^{3}/3\,\!} , et : {\displaystyle n=4\,\!}
Ce qui peut aussi s'écrire :
{\displaystyle \ln \,{(-\ln {[1-Y(t)]})}=\ln K+n\ln t\,\!}
et permet la détermination des constantes depuis un graphe représentant {\displaystyle \ln \ln \left({\frac {1}{(1-Y)}}\right)} en fonction de {\displaystyle \ln(t)}. Si la transformation obéit à un modèle d'Avrami, La courbe obtenue est une droite de pente {\displaystyle n} et d'ordonnée  à l'origine ln ({\displaystyle K}).

## Interprétation des constantes du modèle d'Avrami
Il n'y a pas d'interprétation physique claire des constantes {\displaystyle n} et {\displaystyle K}. {\displaystyle n} était initialement supposé avoir une valeur entière comprise entre 1 et 4, et devait refléter la nature de la transformation modélisée. Par exemple, dans la démonstration  ci-dessus, la valeur 4 pouvait être attribuée à une croissance tridimensionnelle à vitesse de germination constante. D'autres démonstrations existent, qui donnent à {\displaystyle n} des valeurs différentes. Si les germes sont tous présents au début, la transformation est due à la croissance et {\displaystyle n} vaut 3.
Une situation intéressante est celle où la germination se produit uniquement sur des sites particuliers (comme les joints de grains ou les impuretés), qui sont saturés rapidement après le début de la transformation. La transformation commence par une étape de germination et croissance libre qui conduit à des valeurs élevées de {\displaystyle n} (3, 4). Dès qu'il n'y a plus de site de germination libres, l'apparition de nouvelles particule cesse. 
En outre, si la distribution des sites est déterminée, la croissance peut  être restreinte à une ou deux dimensions (eutectiques, dendrites...). La saturation peut conduire à des valeurs de {\displaystyle n} égales à 1, 2, ou 3 pour des sites distribués respectivement sur des coins, des surfaces ou des points.